# Die heilige Praxedis
Die heilige Praxedis ist ein Jan Vermeer zugeschriebenes Ölgemälde. Das 101,6 Zentimeter hohe und 82,6 Zentimeter breite Werk stellt die heilige Praxedis dar, eine christliche Märtyrin aus dem ersten oder zweiten Jahrhundert. Das Bild befindet sich in einer Privatsammlung.

## Bildbeschreibung
Das Gemälde Die heilige Praxedis ist eine Kopie von Felice Ficherellis gleichnamigen Bild. Es zeigt Praxedis großformatig und bildfüllend. Sie trägt ein rotes Gewand und hält ein Kruzifix in den Händen. Gleichzeitig drückt sie einen blutgetränkten Schwamm über einem Gefäß aus. Nach der Legende hat sie während der Christenverfolgung mit einem Schwamm das Blut christlicher Märtyrer an der Richtstätte gesammelt. Im Bildhintergrund liegt ein Leichnam, der diesen Zusammenhang unterstreicht. Der Kopf der Heiligen hebt sich deutlich gegen den tiefblauen Himmel ab. Das Bild ist auf der linken Seite mit Meer 1655 signiert, auf der rechten mit Meer N R..o.o.

## Zuschreibung
Die heilige Praxedis wurde erstmals 1969 durch den Kunsthistoriker Michael Kitson im Burlington Magazine infolge einer Ausstellung im Metropolitan Museum of Art als Werk von Jan Vermeer vorgestellt. In den Folgejahren schlossen sich weitere Kunsthistoriker dieser Meinung an. Besonders bedeutend ist dabei die Zuschreibung durch Arthur K. Wheelock, der die rechte Signatur als [Ver]Meer N[aar] R[ip] o [s] o (Vermeer nach Riposo) liest. Da Riposo der Künstlername Ficherellis war, sieht Wheelock darin die Angabe des Originals durch Vermeer. Zudem führte er Laboruntersuchungen der Farbe und stilistische Ähnlichkeiten des Himmels und des Gesichts der Praxedis mit anderen Frühwerken Vermeers an. Vor allem nach der großen Vermeer-Ausstellung in Den Haag und Washington, D.C. wurde Kritik an dieser Argumentation laut. So wurde unter anderem von Jørgen Wadum, dem Chefkurator des Mauritshuis, die Vermutung über die Bedeutung der zweiten Signatur strikt abgelehnt.

## Provenienz
Als Die Heilige Praxedis erstmals Vermeer zugeschrieben wurde, befand sich das Bild in der Sammlung Erna und Jacob Reder in New York, in die es 1943 gelangt war. Die New Yorker Kunsthandlung Spencer Samuels & Co erwarb das Gemälde 1969 aus dieser Sammlung und veräußerte es 1987 weiter an die Kunstsammlerin Barbara Piasecka Johnson. Seit Ende der 1990er Jahre wurde Die Heilige Praxedis zusammen mit anderen religiösen Gemälden der Sammlung Piasecka Johnson im Musée de la Chapelle de la Visitation in Monaco ausgestellt. Fritz Duparc und Arthur Wheelock nahmen das Bild 1996 in die Vermeer-Ausstellung im Mauritshuis in Den Haag auf, um die qualitativen Unterschiede zu den gesicherten Werken Vermeers diskutieren zu können. Am 8. Juli 2014 wechselte das Bild bei einer Auktion bei Christie’s für 6,242 Millionen Pfund Sterling den Besitzer. Seit 2015 befindet sich das Gemälde als Dauerleihgabe im Nationalmuseum für westliche Kunst in Tokio.